# Daniel (berg)
De Daniel is een berg in deelstaat Tirol, Oostenrijk. De berg heeft een hoogte van 2.340 meter en is zeer kort bij de Upsspitze gelegen.
De Daniel is onderdeel van de Danielkamm, dat weer deel uitmaakt van de Ammergauer Alpen.